# Sinodul Pan-Ortodox
Sinodul Pan-Ortodox, numit oficial Sfântul și Marele Sinod al Bisericii Ortodoxe (greacă Η Αγία και Μεγάλη Σύνοδος) este un sinod care a avut loc pe 16 iunie – 27 iunie 2016 în insula Creta, Grecia. Pregătirea acestui sinod a început în 1961 și are drept scop rezolvarea problemelor care au început în secolul al XX-lea cu care se confruntă toate Bisericile autocefale ortodoxe. Printre temele discutate se află și „Relațiile Bisericii Ortodoxe cu restul lumii creștine”, ce are drept scop implicarea mai activă a Bisericii Ortodoxe în Mișcarea Ecumenică.
Temele anunțate oficial la Conferința Pre-Sinodală Pan-Ortodoxă de la Chambésy, Elveția 2016 sunt:
- Misiunea Bisericii Ortodoxe în lumea de astăzi
- Diaspora ortodoxă
- Autonomie și mijloacele prin care aceasta este proclamată
- Taina Căsătoriei și impedimentele ei
- Importanța postului și respectarea sa
- Relațiile Bisericii Ortodoxe cu restul lumii creștine

## Bisericile participante
Conform site-ului oficial al Sfântului și Marelui Sinod:
- Patriarhia Ecumenică de Constantinopol – Bartolomeu I al Constantinopolului
- Patriarhia Alexandriei – Patriarhul Teodor al II-lea al Alexandriei
- Patriarhia Antiohiei – Ioan al X-lea al Antiohiei
- Patriarhia Ierusalimului – Teofil al III-lea al Ierusalimului
- Biserica Ortodoxă Română – Patriarhul Daniel
- Biserica Ortodoxă Georgiană – Ilia al II-lea al Georgiei
- Biserica Ortodoxă a Ciprului – Patriarhul Chrysostomos al Ciprului
- Biserica Ortodoxă a Greciei – Ieronim al II-lea al Atenei
- Biserica Ortodoxă Poloneză – Patriarhul Sava al Varșoviei
- Biserica Ortodoxă Albaneză – Anastasios Yannoulatos
- Biserica Ortodoxă Cehă și Slovacă – Arhiepiscop Rastislav al Cehiei și Slovaviei

## Controverse
În general controversele au apărut în jurul actului pre-sinodal „Relațiile Bisericii Ortodoxe cu restul lumii creștine care prevede „avansarea unității dintre creștini în lumea contemporană”.
„Biserica Ortodoxă, care se roagă neîncetat „pentru uniunea a toate (Bisericile)”, a dezvoltat mereu un dialog cu cei străini de ea, atât din apropiere cât și din depărtare. Biserica a condus în recentele eforturi la restaurarea unității dintre cei care cred în Hristos, și participând la Mișcarea Ecumenică încă dintru început, a contribuit la formarea și la dezvoltarea ei de mai departe. Astfel, Biserica Ortodoxă, din pricina spiritului ecumenic și filantropic care o definește, și în concordanță cu sfânta hotărâre, care face ca preaînalții oameni să poată fi salvați și să poată să ajungă la cunoașterea adevărului (1 Tim 2:4), a pledat mereu pentru restaurarea unității creștine.”

### Discursul Patriarhului Ilia al II-lea
În urma unei sesiuni a Sfântului Sinod al Bisericii Ortodoxe Georgiene, Prea Fericitul Ilia al II-lea a anunțat într-un comunicat de presă că respinge documentul „Relațiile Bisericii Ortodoxe cu restul lumii creștine” pregătite pentru Sinodul Pan-Ortodox.
„Biserica Ortodoxă Georgiană respinge documentul despre ecumenism pregătit pentru Marele Sinod. Biserica noastră este cea care a salvat țara și poporul nostru. În viitor Biserica noastră va rămâne o apărătoare a Ortodoxiei.”

### Posibila retragere a Bisericii Ortodoxe Bulgare din sinod
În urma unei întruniri a Sfântului Sinod al Bisericii Ortodoxe Bulgare, aceasta a anunțat că nu va mai participa Sinodul Pan-Ortodox din Creta, dacă nu vor fi aprobate cererile sale privind temele puse în discuție.
„Hotărâre a Sfântului Sinod al Bisericii Ortodoxe Bulgare, din 1 iunie 2016,
legat de Sfântul si Marele Sinod Panortodox (16-26 iunie 2016, Insula Creta)
În ședința de astăzi, Sfântul Sinod al Bisericii Ortodoxe Bulgare – Patriarhia Bulgară, întrunit în plen (Proces Verbal № 12/1.06.2016), a purtat discuții ample cu privire la temele legate de convocarea Marelui și Sfântului Sinod al Bisericii Ortodoxe, din perioada 16-26 iunie 2016 - Insula Creta.
În legătură cu Sfantul si Marele Sinod Panortodox, Sfântul Sinod a decis să propună amânarea acestuia, precum și să nu participe la Sfântul si Marele Sinod Panortodox, în cazul în care propunerile formulate de Biserica Ortodoxă a Bulgariei privind schimbările tematice și organizatorice nu vor fi luate în seamă și respectate.
In susținerea poziției sale, Sfântul Sinod a ținut seama de următoarele cauze și circumstanțe importante:
1) lipsa, pe agenda de lucru a Sfântului si Marelui Sinod Panortodox, a unor teme de o importanță majoră pentru Sfânta Ortodoxie, care au o însemnătate actuală și necesită o hotărâre neîntârziată sinodală panortodoxă;
2) dezacordurile, apărute oficial între Bisericile Ortodoxe Locale, legate de unele texte deja aprobate pentru Sfântul si Marele Sinod;
3) imposibilitatea - potrivit Regulamentului de funcționare al Marelui și Sfântului Sinod Panortodox al Bisericii Ortodoxe, deja aprobat - redactării textelor în cursul sesiunii de lucru a Sfantului si Marelui Sinod;
4) ordinea plasării [așezării] propuse pentru Întâistătătorii Bisericilor Ortodoxe Locale, în sala prevăzută pentru desfășurarea ședințelor Sfântului si Marelui Sinod Panortodox, care ordine încalcă principiul egalității Întâistătătorilor Bisericilor Ortodoxe Autocefale;
5) plasarea nepotrivită a observatorilor și oaspeților Sfantului si Marelui Sinod Panortodox;
6) necesitatea efectuării unor cheltuieli financiare mari și nejustificate, în cazul participării la Sfântul si Marele Sinod Panortodox, din partea Bisericii Ortodoxe Bulgare - Patriarhia Bulgară.
După votare, Sfântul Sinod a decis în unanimitate:
I. Insistă ca Marele și Sfânt Sinod al Bisericii Ortodoxe, programat pentru perioada 16-26 iunie 2016, să fie amânat, iar pregătirea pentru efectuarea acestuia să continue;

II. În caz contrar, Sfântul Sinod al Bisericii Ortodoxe Bulgare - Patriarhia Bulgară declară categoric decizia sa de a nu participa la lucrările Marelui și Sfântului Sinod al Bisericii Ortodoxe programat pentru perioada 16 -26 iunie 2016.”

### Scrisoarea monahilor din Mitropolia Moldovei și a Bucovinei
Într-o scrisoare deschisă a mai multor monahi moldoveni către Mitropolitul Moldovei și Bucovinei, Teofan Savu, aceștia se arată îngrijorați față de documentul „Relațiile Bisericii Ortodoxe cu restul lumii creștine”.
„Temerile noastre nu pornesc dintr-o poziție egoistă, nici din dorința de sciziune sau răzvrătire, ci din multă sinceritate și dorință de mântuire. Aceste neliniști ale noastre privesc proiectele document ale acestui „mare sinod” și în primul rând „relația Bisericii Ortodoxe cu restul lumii creștine”, în care deși la primul punct se recunoaște conștiința de sine a Bisericii Ortodoxe, la punctele 4,5,6,7 se alterează dogma celei una sfântă sobornicească și apostolească Biserică, așa cum s-a hotărât la Sfântul Sinod al-II-lea, recunoscând celelalte erezii ca Biserici.

… proiectele document nu numai că nu recunosc celelate biserici ca erezii și eterodocși, dar și promovează o unitate, cu aceștia, așa cum se arată la paragrafele 4, 5,6, 12 nu sunt în duhul teologic al Sfinților Părinți ai Bisericii Ortodoxe și reprezintă de fapt mesajul fundamental al proiectului document. Niciodată Biserica Ortodoxă nu a căutat unitatea cu eretici (arieni, monofiziți, monoteiți, iconoclaști), ci dimpotrivă mădulare vii ale Ei sunt în permanentă unitate deplină între ei și cu capul Bisericii - Hristos cel Înviat. 
… un alt punct este articolul 22 din proiectul document în care Marele Sinod își alocă dreptul de a fi ultimul judecător competent în materie de credință uitând faptul istoric că întotdeauna pliroma bisericii care constituie conștiința dogmatică veghetoare a Bisericii este ultimul factor decizional.”

### Retragerea Bisericii Ortodoxe Sârbe din Sinod
Patriarhul Irinej a emis în data de 9 iunie 2016 un comunicat din care rezultă că Sfântul Sinod al Bisericii Ortodoxe Sârbe cere amânarea sinodului pe termen nedefinit. Aceasta invocă 4 motive pentru care cer amânarea sinodului:
- Nemulțumirea și criticile bisericilor locale cu privire la actele pre-sinodale
- Deciziile irevocabile ale Patriarhiei Antiohiei și ale Patriarhiei Bulgare de a nu participa la Sinod
- Conflicte dintre Biserici (printre care se menționează și faptul că Biserica Ortodoxă Română ar fi „intrat necanonic în Estul Serbiei, unde a format o dioceză paralelă”, referindu-se la Episcopia Daciei Felix, care își desfășoară activitatea în limba română).
- Refuzul Patriarhiei Ecumenice a Constantinopolului de a supune discuțiilor vreo propunere a Bisericii Sârbe în ceea ce privește tematica Sinodului[10]

### Neparticiparea Bisericii Ortodoxe Ruse
Mitropolitul Ilarion Alfeiev, purtător de cuvânt al Bisericii Ortodoxe Ruse, a anunțat că în urma unei întruniri a Sfântului Sinod al Bisericii Ortodoxe Ruse s-a hotărât neparticiparea acesteia la Sinodul din Creta. Printre motivele invocate se află și faptul că aceștia consideră că dacă nu participă toate Bisericile Ortodoxe autocefale în acest sinod, atunci sinodul nu poate fi numit un sinod „al Bisericii Ortodoxe”. Decizia Bisericii Ortodoxe Ruse a avut un impact puternic asupra desfășurării Sinodului din Creta, aceasta deținând peste 50% din totalitatea ortodocșilor de pe glob.